# 4938 Пападопулос
4938 Пападопулос (4938 Papadopoulos, 1986 CQ1, 1988 UG) — астероїд головного поясу, відкритий 5 лютого 1986 року.
Тіссеранів параметр щодо Юпітера — 3,548.